# Calabozos
Calabozos é uma caldeira vulcânica do Holoceno, na Região de Maule, no Chile central. É considerada como parte do Cinturão Vulcânico Andino (SVZ), um dos três distintos cinturões vulcânicos da América do Sul. Esta seção segue ao longo da margem ocidental do Chile, e inclui mais de 70 estratovulcões. Calabozos encontra-se em uma área extremamente remota nas montanhas glaciais.
As dimensões da caldeira são de 26 quilômetros por 14 quilômetros e elevação de 3 508 metros (11 509 pé). A atividade da caldeira vulcânica tem produzido muitos outros estratovulcões formando um conjunto de vulcões.